# Pływanie na Letnich Igrzyskach Olimpijskich 1928 – 200 m stylem klasycznym mężczyzn
Konkurencja pływacka 200 metrów stylem klasycznym na Letnich Igrzyskach Olimpijskich 1928 w Amsterdamie odbyła się w dniach 6-8 sierpnia 1928. W zawodach wzięło udział 21 pływaków.

## Rekordy
Przed zawodami rekord świata i rekord olimpijski wyglądały następująco:
| Rekord świata     | Erich Rademacher (GER) | 2:48,0 | Bruksela (BEL) | 11 marca 1927 |
| Rekord olimpijski | Robert Skelton (USA)   | 2:56,0 | Paryż (FRA)    | 15 lipca 1924 |

W trakcie zawodów ustanowiono następujące rekordy:
| Data       | Etap konkurencji      | Zawodnik          | Czas   | Rekord |
| ---------- | --------------------- | ----------------- | ------ | ------ |
| 6 sierpnia | wyścig eliminacyjny 3 | Erich Rademacher  | 2:52,0 | OR     |
| 6 sierpnia | wyścig eliminacyjny 4 | Yoshiyuki Tsuruta | 2:50,0 | OR     |
| 7 sierpnia | półfinał 1            | Yoshiyuki Tsuruta | 2:49,2 | OR     |
| 8 sierpnia | finał                 | Yoshiyuki Tsuruta | 2:48,8 | OR     |

## Wyniki

### Eliminacje
Dwóch najlepszych zawodników z każdego biegu oraz jeden zawodnik z pozostałych z najlepszym czasem awansowało do półfinałów.
Wyścig 1
| Poz. | Zawodnik         | Wynik  | Uwagi |
| ---- | ---------------- | ------ | ----- |
| 1.   | Walter Spence    | 2:56,6 | Q     |
| 2.   | Erwin Sietas     | 2:57,9 | Q     |
| 3.   | Louis Van Parijs | 3:00,0 |       |
| 4.   | William Rozier   | b.d.   |       |
| 5.   | Hugh Smith       | b.d.   |       |

Wyścig 2
| Poz. | Zawodnik          | Wynik  | Uwagi |
| ---- | ----------------- | ------ | ----- |
| 1.   | Erik Harling      | 2:56,4 | Q     |
| 2.   | Karl Schäfer      | 2:56,6 | Q     |
| 3.   | Teófilo Yldefonso | 2:57,4 | q     |
| 4.   | Yuki Mawatari     | b.d.   |       |
| 4.   | Ernst Budig       | 2:58,6 |       |

Wyścig 3
| Poz. | Zawodnik         | Wynik        | Uwagi |
| ---- | ---------------- | ------------ | ----- |
| 1.   | Erich Rademacher | 2:52,0       | Q,    |
| 2.   | Tom Blankenburg  | 3:04,2       | Q     |
| 3.   | Léon Tallon      | 3:05,0       |       |
| 4.   | Jack Aubin       | b.d.         |       |
| –    | Joseph De Combe  | nie ukończył |       |

Wyścig 4
| Poz. | Zawodnik          | Wynik  | Uwagi |
| ---- | ----------------- | ------ | ----- |
| 1.   | Yoshiyuki Tsuruta | 2:50,0 | Q,    |
| 2.   | Robert Wyss       | 3:02,6 | Q     |
| 3.   | Leen Korpershoek  | 3:04,0 |       |
| 4.   | Reggie Flint      | b.d.   |       |
| 5.   | José Francesch    | b.d.   |       |
| 6.   | Tage Wissnell     | b.d.   |       |

### Półfinały
Trzech najlepszych zawodników półfinału kwalifikowało się do finału.
Półfinał 1
| Poz. | Zawodnik          | Wynik  | Uwagi |
| ---- | ----------------- | ------ | ----- |
| 1.   | Yoshiyuki Tsuruta | 2:49,2 | Q,    |
| 2.   | Walter Spence     | 2:53,0 | Q     |
| 3.   | Teófilo Yldefonso | 2:53,2 | Q     |
| 4.   | Robert Wyss       | b.d.   |       |
| 5.   | Tom Blankenburg   | b.d.   |       |

Półfinał 2
| Poz. | Zawodnik         | Wynik  | Uwagi |
| ---- | ---------------- | ------ | ----- |
| 1.   | Erich Rademacher | 2:56,6 | Q     |
| 2.   | Erik Harling     | 2:57,2 | Q     |
| 3.   | Ernst Küppers    | 2:57,8 | Q     |
| 4.   | Karl Schäfer     | b.d.   |       |

### Finał
| Poz. | Zawodnik          | Wynik  |
| ---- | ----------------- | ------ |
| 1.   | Yoshiyuki Tsuruta | 2:48,8 |
| 2.   | Erich Rademacher  | 2:56,0 |
| 3.   | Teófilo Yldefonso | 2:56,4 |
| 4.   | Erwin Sietas      | 2:56,6 |
| 5.   | Erik Harling      | 2:56,8 |
| 6.   | Walter Spence     | 2:57,2 |